# Jagdschloss Nová Louka

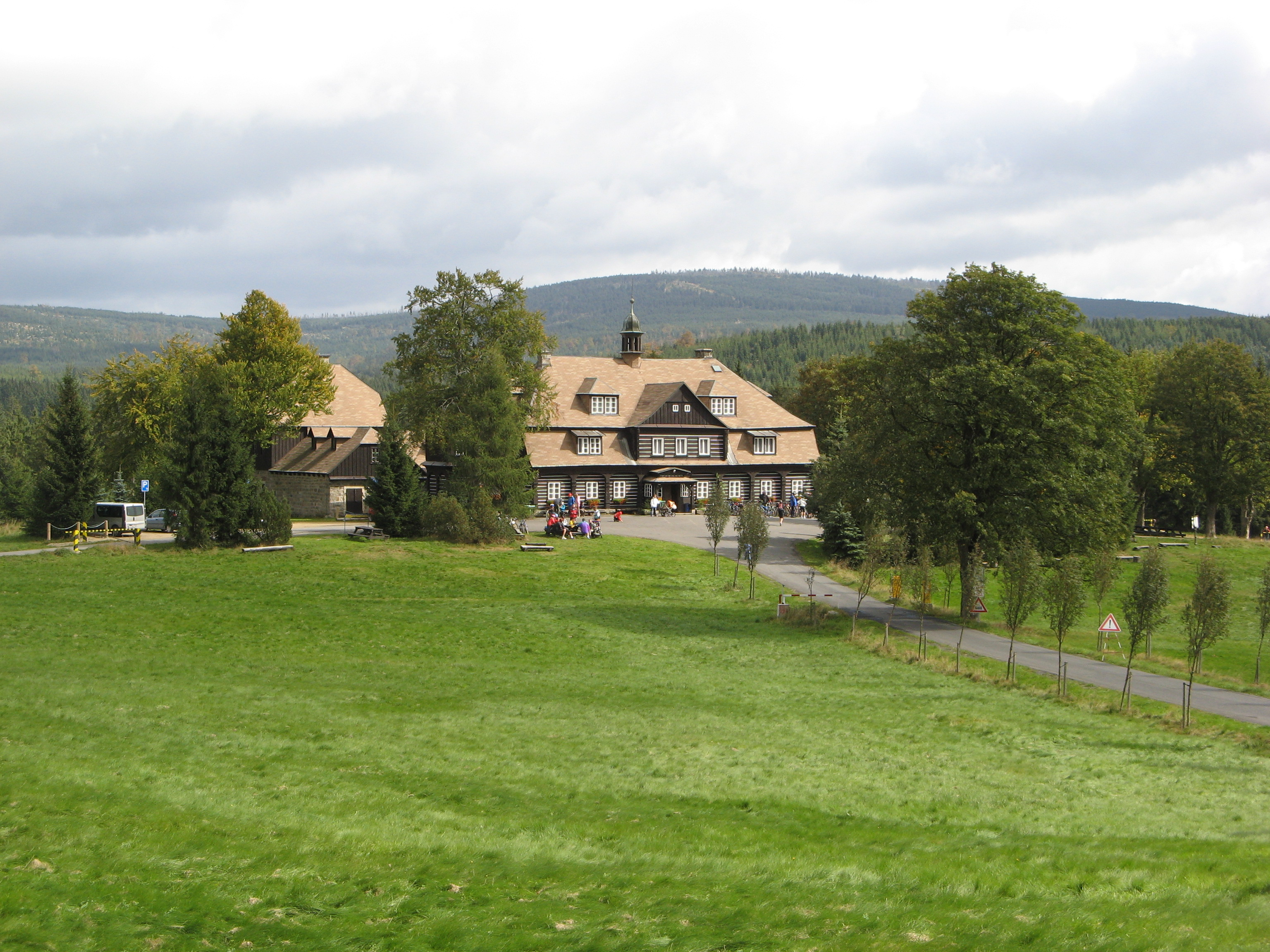
Nová Louka mit Šámalova chata

Das Jagdschloss Nová Louka (deutsch Neuwiese auch Neue Wiese), auch Šámalova chata, wurde aus den Überresten einer alten Glashütte 1844 von der Adelsfamilie Clam-Gallas erbaut. 1930 wurde das Schloss Sitz der Forstverwaltung. Šámalova chata ist nach Přemysl Šámal (1867–1941) benannt.
Das Schloss befindet sich unweit des Dorfes Bedřichov im Isergebirge, Bezirk Jablonec nad Nisou im Norden von Böhmen. Östlich von Nová Louka liegt das Naturreservat „Nová Louka“.
Heute dient es als Unterkunft und Ausgangspunkt für Wanderungen im Isergebirge. Über Nová Louka führt der Europäische Fernwanderweg E3 / Bergwanderweg Eisenach–Budapest EB.
Am 29. Juli 1897 maß die örtliche Wetterstation 345 mm Niederschlag, was bis heute europäischer Rekord ist.
Koordinaten: 50° 48′ 49″ N, 15° 9′ 31″ O